# Звартноц-ААЛ
Футбольний клуб «Звартноц-Вірменські авіалінії» (вірм. «Զվարթնոց-ԱԱԼ» ֆուտբոլային ակումբ) — колишній вірменський футбольний клуб з Єревана, що існував у 1997—2003 роках.

## Досягнення
- Прем'єр-ліга
  - Срібний призер (1): 2001
- Кубок Вірменії
  - Фіналіст (2): 2000, 2000.

## Участь в єврокубках
| Сезон   | Турнір     | Раунд                 | Супротивник | 1-й матч | 2-й матч | Сумарно |
| ------- | ---------- | --------------------- | ----------- | -------- | -------- | ------- |
| 2002–03 | Кубок УЄФА | Кваліфікаційний раунд | Примор'є    | 1–6      | 2–0      | 3–6     |